# 信用評価調整
信用評価調整（しんようひょうかちょうせい、CVA：Credit valuation adjustment）は、金融に関する用語で、店頭デリバティブにおけるカウンターパーティ信用リスクをデリバティブ取引の時価に反映させるという概念である。当該反映（調整）行為や、調整額を指すこともある。
本記事では広義としての信用評価調整の一種、DVA（Debt Valuation Adjustment）についても説明する（→記事内#DVA）。

## 概要
CVAはカウンターパーティーの信用リスクを考慮しない場合と考慮した場合のデリバティブ時価の差であり、以下のように定義できる。
CVA = リスク*のないデリバティブの時価 - リスク*を加味したデリバティブの時価
（*リスク：カウンターパーティーのデフォルトリスク）
また、CVAはカウンターパーティーの期待損失（EL）であることから、算出は単純化すると以下の通りである。
CVA = 期待エクスポージャー（時価） × 期待損失率
　期待エクスポージャー：デフォルト時点の期待値
　期待損失率 = デフォルト確率（PD） × デフォルト時損失率（LGD）
CVAはデリバティブの時価評価（公正価値評価）に織り込まれるため、CVAが増加すると、会計上の損失を計上することとなる。

## 略史[5]
CVAが著名となる前においても、デリバティブ取引におけるカウンターパーティリスクは認識されており、カウンターパーティリスクを考慮したプライシングも行われてはいたが、その調整手法に業界標準があるわけではなかった。
2007年からの金融危機以降、CVAは一気に業界標準となり、2010年公表のバーゼルIII（自己資本規制等に関する国際統一基準）においては、CVAに関する資本規制が盛り込まれた。

## DVA
DVAは、店頭デリバティブにおける自身の信用リスクをデリバティブの時価に反映させるための概念。当該反映（調整）行為や、調整額を指すこともある。
自身がデフォルトすることにより、負担を免れることとなる含み損の期待値である。
DVA計上により、自身の信用力が悪化すると利益が計上されるということになるが、そのような利益の実現可能性への疑問や、そもそもDVAの形状は適切ではないという意見があがっている。そのため、DVA控除前と控除後の値とが決算報告書等に併記されることもある 。